# Turner Brass Works
Turner Brass Works war ein US-amerikanisches Unternehmen.

## Unternehmensgeschichte
E. F. Turner gründete 1871 das Unternehmen in Chicago in Illinois. Nachdem das Automobilzeitalter begonnen hatte, stellte es Zubehör wie Vergaser und Pedale her. 1904 begann die Produktion von Automobilen. Der Markenname lautete Turner. Im gleichen Jahr endete die Fahrzeugproduktion bereits wieder.
Irgendwann kaufte Charles Reckitt das Unternehmen. Er plante 1906 ein Werk in Sycamore, das im Sommer 1907 fertiggestellt war. Neben Automobilzubehör wurden auch Scheinwerfer gefertigt.
Im April 1955 übernahm Harold V. Engh Sr. die Leitung des Unternehmens. Im November 1969 erfolgte die Übernahme durch die Olin Corporation.

## Fahrzeuge
Im Angebot stand nur ein Modell. Es hatte einen Zweizylinder-Boxermotor. Er leistete 12 PS. Die Motorleistung wurde über ein Dreiganggetriebe und eine Kardanwelle an die Hinterachse übertragen. Besonderheit war, dass sich die Anlasskurbel am Armaturenbrett befand, wodurch das Starten des Motors vom Innenraum aus möglich war. Die Karosserie war ein großer Tourenwagen.
Eine andere Quelle gibt davon abweichend ein Dreirad an, was eine Verwechslung mit den Fahrzeugen der Turner Automobile Company sein könnte.